# ミケーレ・アマーリ
ミケーレ・アマーリ（イタリア語: Michele Amari、1806年7月7日 - 1889年7月16日）は、イタリアのイタリア統一運動時代の歴史家、大学教授、政治家、愛国者である。統一後はイタリア王国公教育大臣を務めた。

## 生涯

### 革命家として

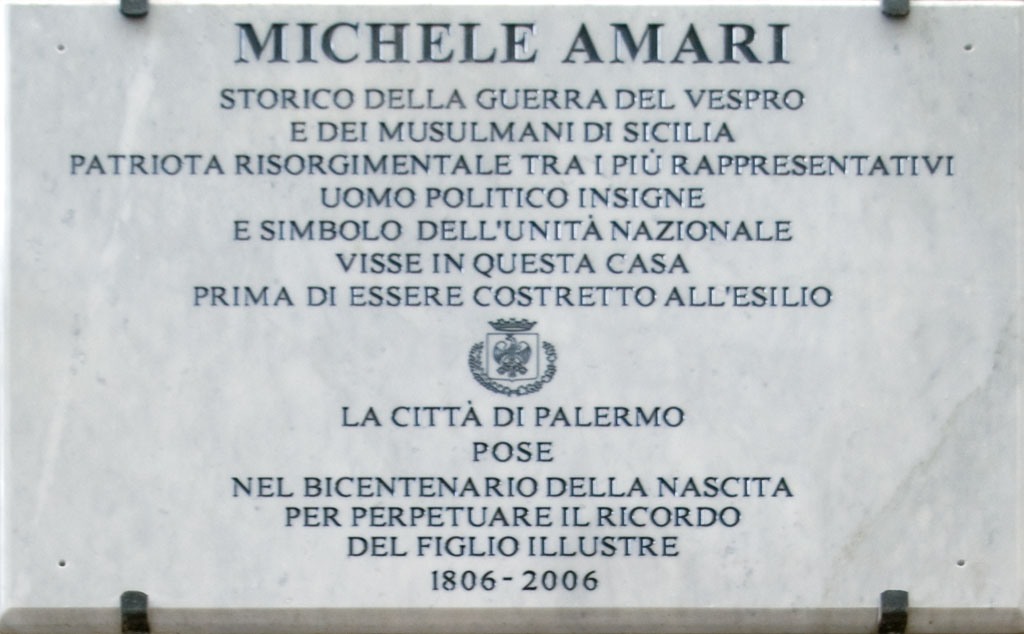
ミケーレ・アマーリ生誕200周年記念の銘板（パレルモ）

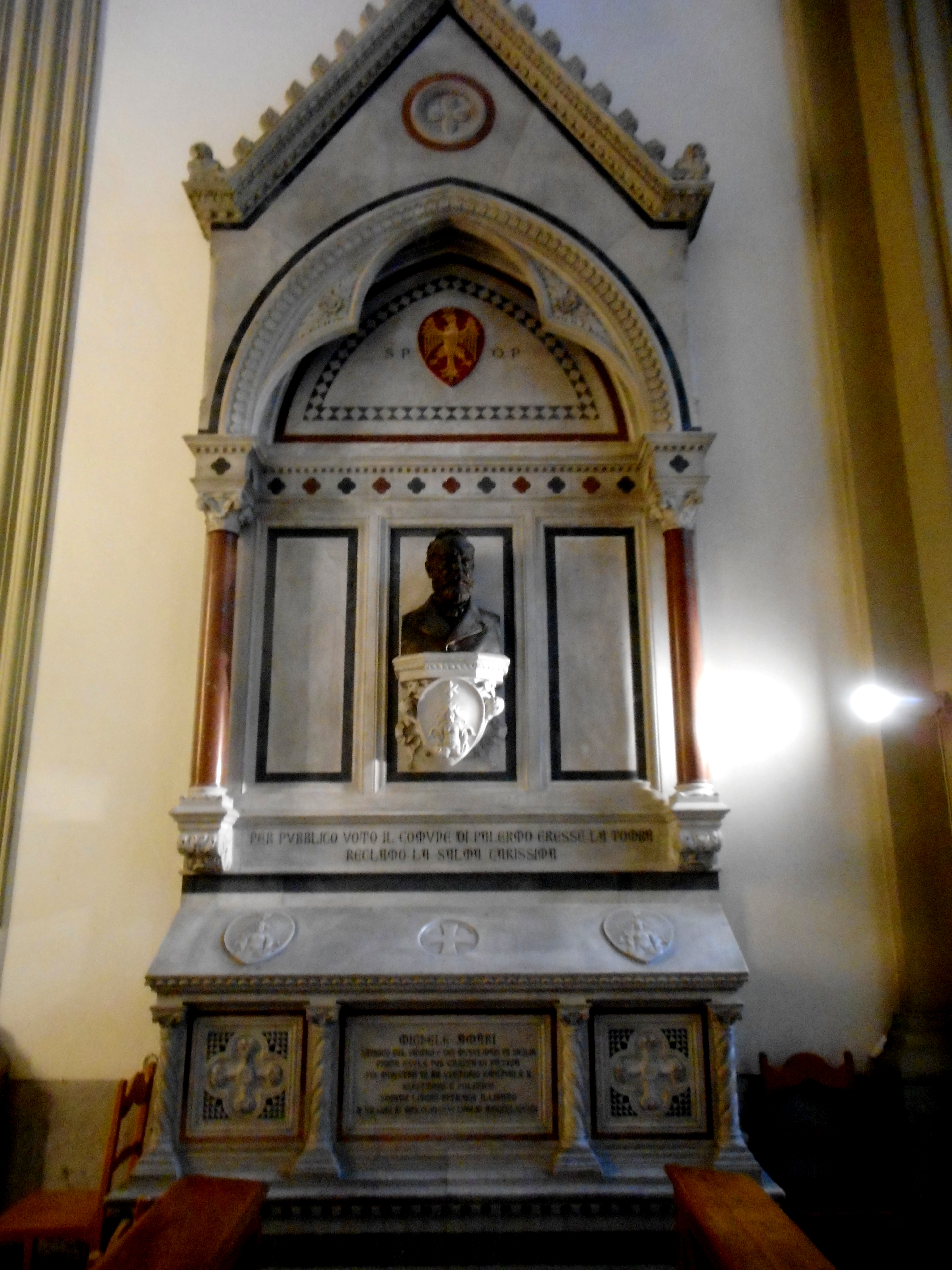
ミケーレ・アマーリの墓（パレルモ）

ミケーレ・アマーリは1806年7月7日、シチリア王国の首都パレルモに生まれた。1820年のシチリア革命の際、ミケーレ・アマーリはまだ10代前半でありながらも両親とともに暴動に加担し逮捕された。彼自身はまだ少年であったことを理由に赦免されたが、父フェルディナンドは終身刑を言い渡されている。また、革命が頓挫した後もミケーレ・アマーリはシチリア島の分離独立主義者としてブルボン家に警戒されていたことから、フランスへ亡命した。
パリではシチリア専門、とりわけイスラーム期のシチリアおよびシチリアの晩祷についての歴史学者としての活動を本格的に開始し、まずシチリア島の歴史を知る上で欠かせないアラビア語や東洋学についてを研究を開始した。その過程で東洋学者やアラビア学者のエティンネ・マルケ・クアトレーメやウィリアム・マック・ガッキン・デ＝スレインとの友情を築いている。またこの亡命期間中に、歴史学者としていくつもの書籍を出版した。代表的なのは1842年に出版した『シチリアの晩禱』で、シチリアの晩祷からシチリア晩祷戦争までを小説的に描いた同著はイタリアの愛国心を鼓舞した作品としても知られている。
1848年のシチリア革命の際には亡命を中断しシチリア島に帰郷、暫定的に設立されたシチリア王国議会の副議長を務めた。暫定政権崩壊以後は再びフランスに亡命し、ジュゼッペ・マッツィーニに接近した。
1859年にはトスカーナ臨時政府に受け入れられ、ピサ大学でアラビア語と歴史学の教授として勤務。1860年にはシチリア島に帰島して、ジュゼッペ・ガリバルディを首班として成立していたガリバルディ独裁政府に参加し教育大臣、公共事業大臣として活躍した。

### イタリア王国誕生後
イタリア王国誕生後は上院議員となり、1862年から1864年にかけてはイタリア王国公教育大臣を務めた。またその傍ら教育者・研究者としても活動しており、1862年にはトリノ科学アカデミーの会員になり、大臣辞職後はフィレンツェでアラビア語教育を再開、1873年まではフィレンツェ高等研究所にも勤務していた。
1889年7月16日、フィレンツェで死去した。

## 研究
アマーリはイタリアにおける東洋学の先駆者とされ、イスラーム期のシチリアおよびシチリアの晩祷の研究者として著名である。また、シチリア島は長らくイスラーム世界に組み込まれていた。その事からアマーリはその時代のシチリアを知る為にアラビア語を習得しており、イタリア王国におけるアラビア語教育を開拓した人物でもあった。
後年のイスラム研究者、東洋学者、シチリア島の歴史学者などは多くがアマーリの影響を受けている。レオーネ・カエターニ、フランチェスコ・ガブリエリ、ウンベルト・リッツィターノ、パオロ・ミンガンティなどが代表的で、彼らは自身の著書の中でアマーリの言葉を引用している。

## 勲章

### イタリア勲章
聖マウリッツィオ・ラザロ勲章　司令官

 聖マウリッツィオ・ラザロ勲章　グランドオフィサー

 サヴォイア市民騎士団　騎士

 イタリア王冠騎士団　司令官

 イタリア王冠騎士団　グランドオフィサー

### 外国勲章
プール・ル・メリット勲章　騎士